# Clément-Gabriel Villeneau
Clément-Gabriel Villeneau, né le 24 mars 1875 à  Chantemerle et mort le 24 février 1964 à Saint-Jean-d'Angély, est un homme politique français.

## Biographie
Docteur en droit, il s'inscrit au barreau de Paris et devient avocat à la Cour d'appel.
Conseiller municipal de Ternant, il fut aussi conseiller général et député de Charente-Inférieure de 1919 à 1924, inscrit au groupe de l'Action républicaine et sociale.
Il entre dans la magistrature en 1930 et devient président du tribunal d'Étampes.

## Hommages
Un espace vert de Saint-Jean-d'Angély porte le nom de Parc Clément Villeneau.

## Pour approfondir